# Fulton Street Station

Die Fulton Street Station ist ein bedeutender U-Bahn-Stationskomplex der New York City Subway in Lower Manhattan, New York City. Er besteht aus vier miteinander verbundenen Stationen an den U-Bahn-Strecken IND Eighth Avenue Line, IRT Lexington Avenue Line, BMT Nassau Street Line und IRT Broadway–Seventh Avenue Line. Die Fulton Street Station ist seit 2014 Teil des U-Bahn- und Einzelhandelskomplexes Fulton Center.

## Beschreibung
Die Fulton Street Station befindet sich an der Fulton Street zwischen Broadway und Nassau Street im Financial District in Lower Manhattan. Der Komplex besteht aus vier Stationen, die alle den Namen „Fulton Street“ tragen. Die einzelnen Stationen wurden zwischen 1905 und 1933 erbaut. Sie wurden anfangs von verschiedenen U-Bahn-Gesellschaften betrieben. Zum Umsteigen zwischen den Strecken und Stationen hatten Fahrgäste auf die Straße zurückzukehren, zum Eingang der angestrebten Station zu gehen und dort aufs Neue ein Fahrgeld zu entrichten.
Im Laufe der Jahre wurden mehrere Änderungen an den nah beieinander liegenden Stationen vorgenommen und Verbindungsgänge für die Fahrgäste gebaut. Im Jahr 1940 kamen alle Stationen in den Besitz der Stadt. 1948 und 1950 wurden die Stationen auch tariflich zu einer Station zusammengefasst, um den Passagieren das Umsteigen ohne Mehrkosten zu ermöglichen.

Tiefenverhältnisse der Stationen und Verbindungsgänge des Fulton-Street-Komplexes und Bezug zu den Straßen und Zugängen an der Oberfläche. Dreidimensionales Schichtenmodell erstellt aus Lidar-Vermessung.

Der Komplex besaß ein kompliziertes Wegesystem aus Treppen, Rampen und Gängen. Dieses wurde in den 2000er und frühen 2010er Jahren im Rahmen der Errichtung des 2014 eröffneten Transitknotens Fulton Center inklusive einer umfassenden Renovierung und Modernisierung mit dem Bau von neuen Gängen und zwei Zwischenebenen weitgehend vereinfacht. Die rund hundert Meter lange Dey Street Passage stellt eine Verbindung zum U-Bahn-Stationskomplex Chambers Street–World Trade Center/Park Place/Cortlandt Street an der Church Street her. Die Fulton Street Station wurde im Rahmen der Errichtung des Fulton Centers nach ADA-Richtlinien behindertengerecht gestaltet.
Im Jahr 2019 nutzten 27.715.365 Passagiere die Fulton Street Station, was den fünften Platz unter den U-Bahn-Stationen der New York City Subway bedeutete.

## Die Fulton Street-Stationen
IRT Lexington Avenue Line
Die Lexington Avenue Line Station wurde für die Interborough Rapid Transit Company (IRT) als Teil der ersten U-Bahnlinie der Stadt gebaut und am 16. Januar 1905 eröffnet. Zunächst wurde der Bahnsteig Richtung Norden in Betrieb genommen, am 12. Juni 1905 folgte der Bahnsteig Richtung Süden. Die Bahnstrecke verläuft im Financial District unter dem Broadway und die Station liegt hier zwischen der Fulton und Cortlandt Street. Sie wurde am 25. August 1950 mit den anderen Stationen des Komplexes tariflich verbunden. Die Station besitzt zwei Gleise mit jeweils einem Seitenbahnsteig. Die einst 110 m langen Bahnsteige wurden bei einer Stationserweiterung ab 1959 auf 160 m verlängert. Die Zugänge zur Station befinden sich an der Kreuzung Broadway/Fulton Street sowie im dort befindlichen Hauptgebäude des Fulton Centers. Hier verkehren die Linien  und .
IRT Broadway–Seventh Avenue Line
Die Broadway–Seventh Avenue Line Station wurde für die IRT erbaut und am 1. Juli 1918 eröffnet. Ihr Bau wurde im Rahmen der Dual Contracts, den 1913 geschlossenen Verträgen zwischen der Stadt New York und den privaten Unternehmen Interborough Rapid Transit Company (IRT) und Brooklyn Rapid Transit Company (BRT) festgelegt. Die Station ist seit dem 1. Juli 1948 tariflich Teil der Fulton Street Station. Diese U-Bahn-Strecke verläuft unter der William Street und der Zugang befindet sich an der Kreuzung William/Fulton Street. Die Station hat zwei Gleise und einen extrem engen Mittelbahnsteig, der zu den Hauptverkehrszeiten oftmals zur Überfüllung führt. Mehrere schmale Treppenhäuser und ein Aufzug führen in das darüberliegende Zwischengeschoss. Die Station wird mit den Linien  und  bedient.
BMT Nassau Street Line
Die Station Nassau Street Line der Brooklyn-Manhattan Transit Corporation (BMT) wurde ebenfalls im Rahmen der Dual Contracts gebaut und am 29. Mai 1931 eröffnet. Seit dem 1. Juli 1948 gehört sie tariflich zum Fulton Street Stations-Komplex. Die Streckenführung liegt direkt unter der Nassau Street und ist im Bereich der Station leicht kurvig, sodass die Station aus zwei Ebenen besteht. Auf der oberen Ebene verkehren die Züge zur Broad Street in Downtown und auf der unteren Ebene Richtung Norden zur Williamsburg Bridge. Unterhalb der beiden Ebenen kreuzt der Bahnhof der IND Eighth Avenue Line die Station. Die Bahnsteige wurden in den 1990er Jahren renoviert. Die Zugänge befinden sich an der Kreuzung Nassau/Fulton Street. Die Station wird mit den Linien  und  bedient.
IND Eighth Avenue Line
Der Bahnhof der Eighth Avenue Line des Independent Subway System (IND) wurde als Letzter im Komplex fertiggestellt. Die am 1. Februar 1933 eröffnete Station ist seit dem 1. Juli 1948 tariflich Teil der Fulton Street Station. Die IND Eighth Avenue Line verläuft unter der Fulton Street. Die Station befindet sich etwa 18 m unter Straßenniveau und unterhalb der BMT Nassau Street Station an der Kreuzung Nassau/Fulton Street. Sie besitzt zwei Gleise und einen Mittelbahnsteig. Hier verkehren die Linien  und . Die IND-Zwischenebene wird auch von den Fahrgästen als Passage genutzt, die zwischen den Zügen der IRT Lexington Avenue, der BMT Nassau Street und der IRT Broadway–Seventh Avenue umsteigen. Im Verbindungsgang zum Bahnsteig der Broadway–Seventh Avenue Line sind die Kunstwerke „Marine Grill Murals“ angebracht, die aus dem Restaurant „Marine Grill“ des Hotels McAlpin am Herald Square stammen. Die sechs Wandgemälde in der Station sind Teil einer Reihe von glasierten Terrakotta-Mosaiken, die 1912 von Fred Dana Marsh für den „Marine Grill“ geschaffen wurden.

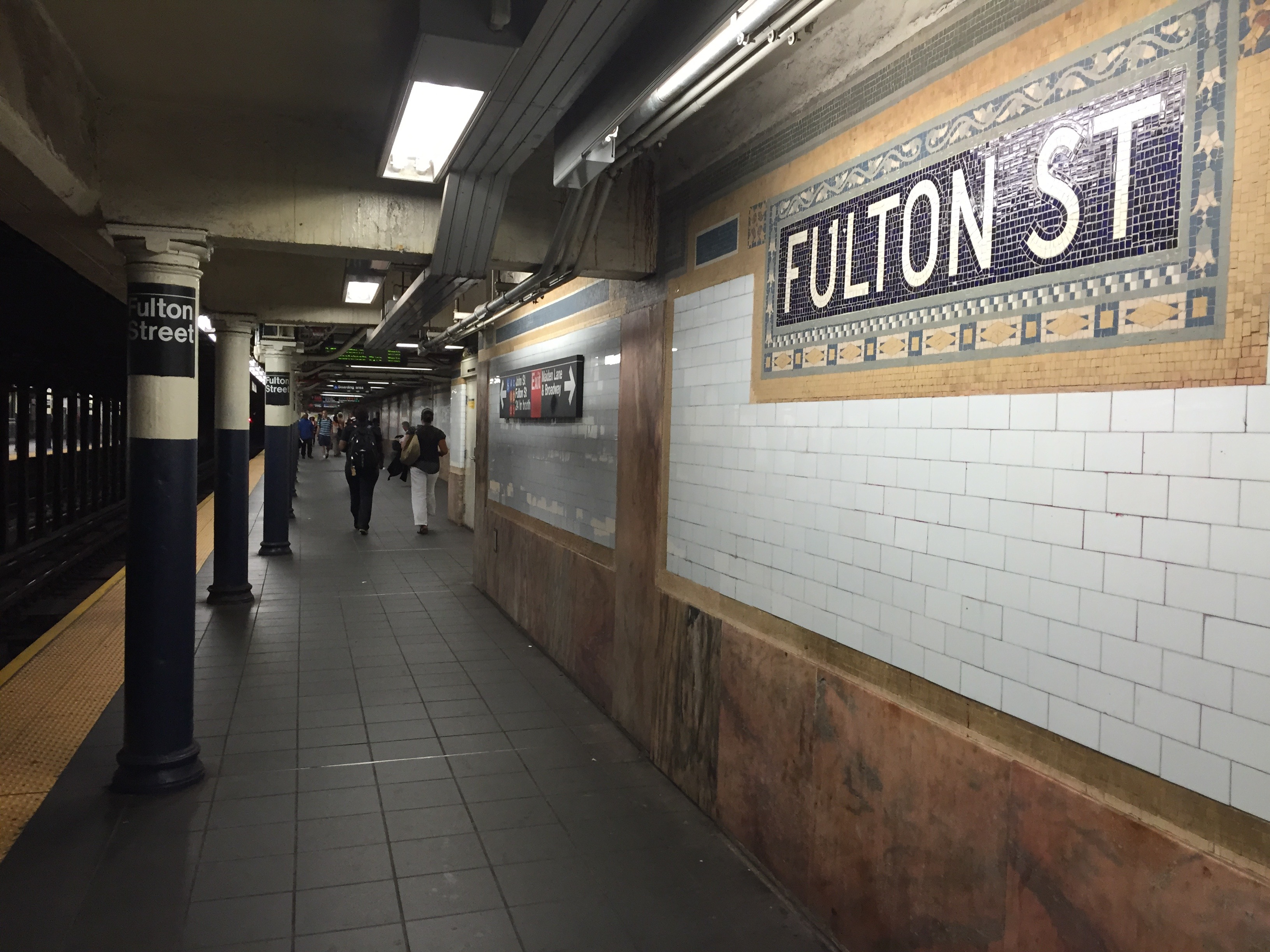
Als Mosaik gestalteter Stationsname der IRT Lexington Avenue Line
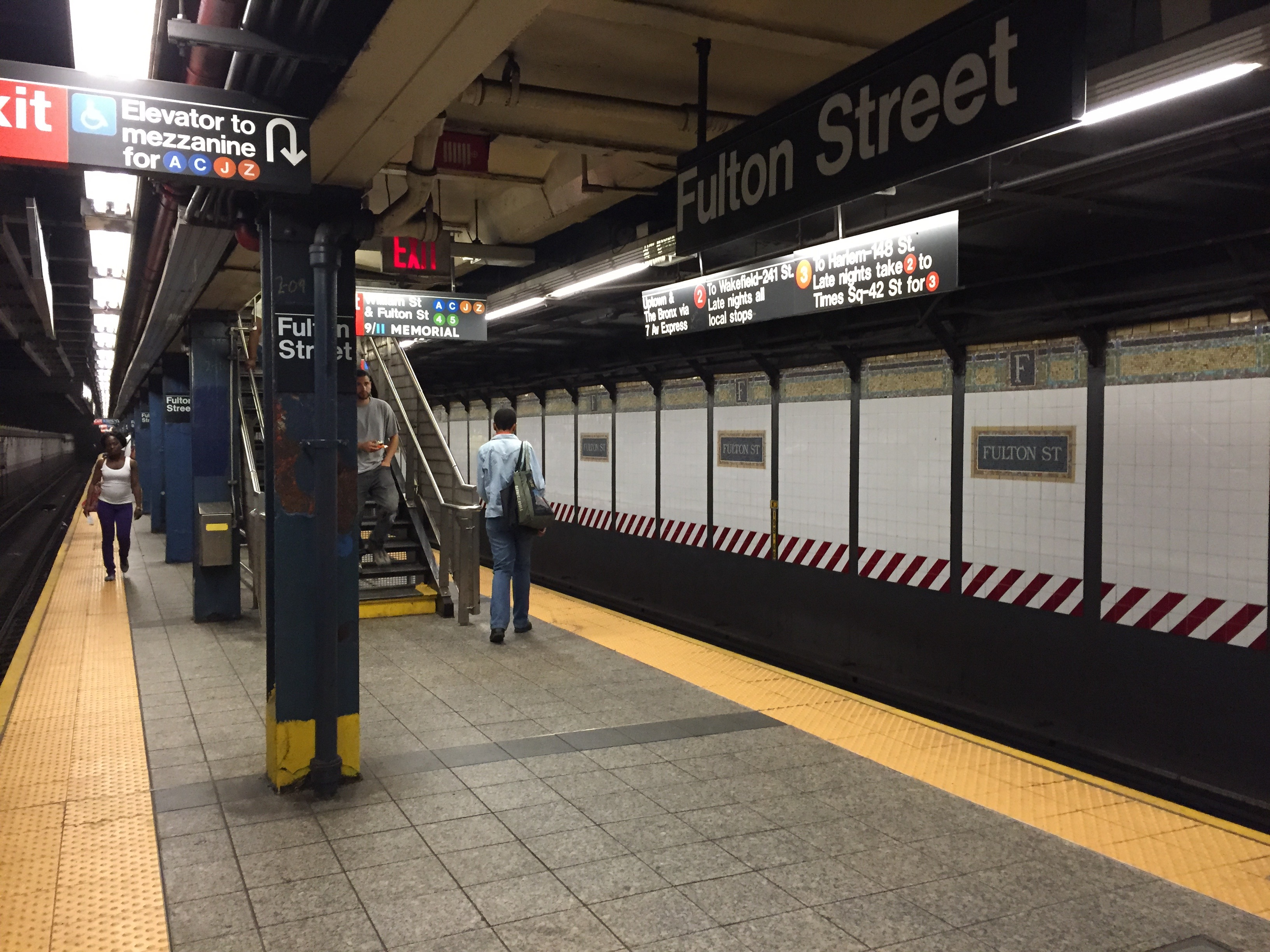
Mittelbahnsteig der Broadway–Seventh Avenue Line
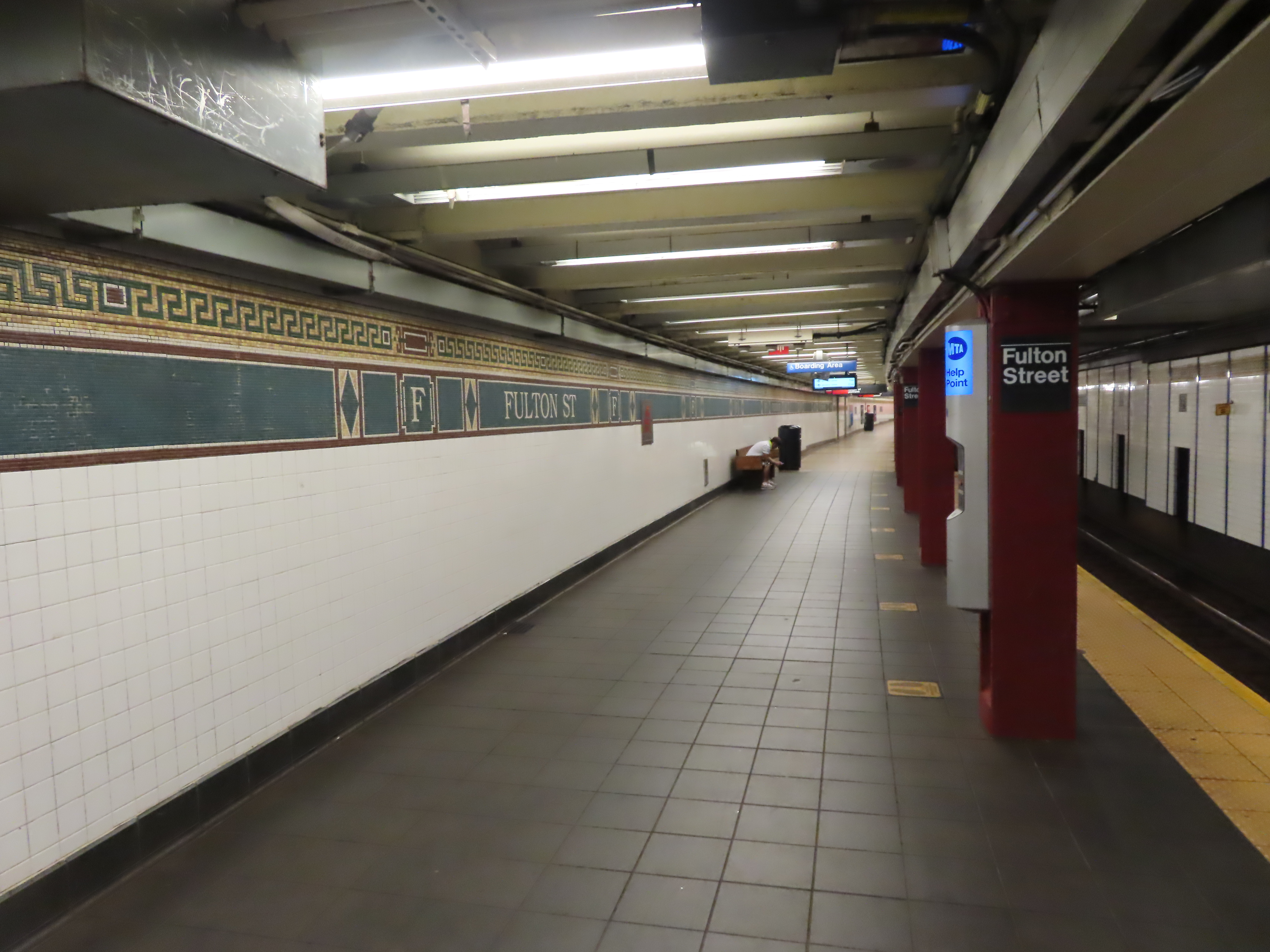
Station der BMT Nassau Street Line
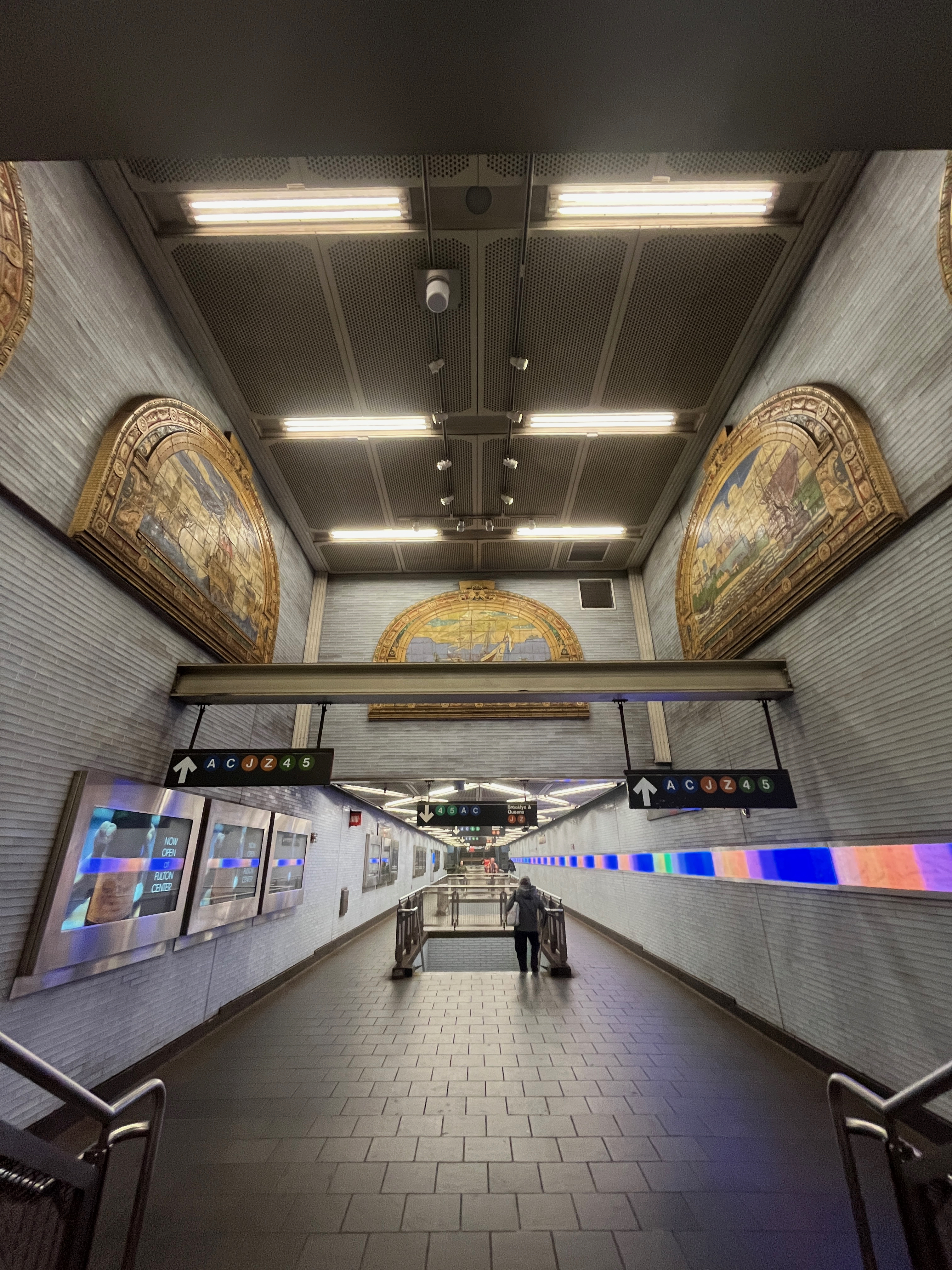
Restaurierte Zwischenebene der Station IND Eighth Avenue Line
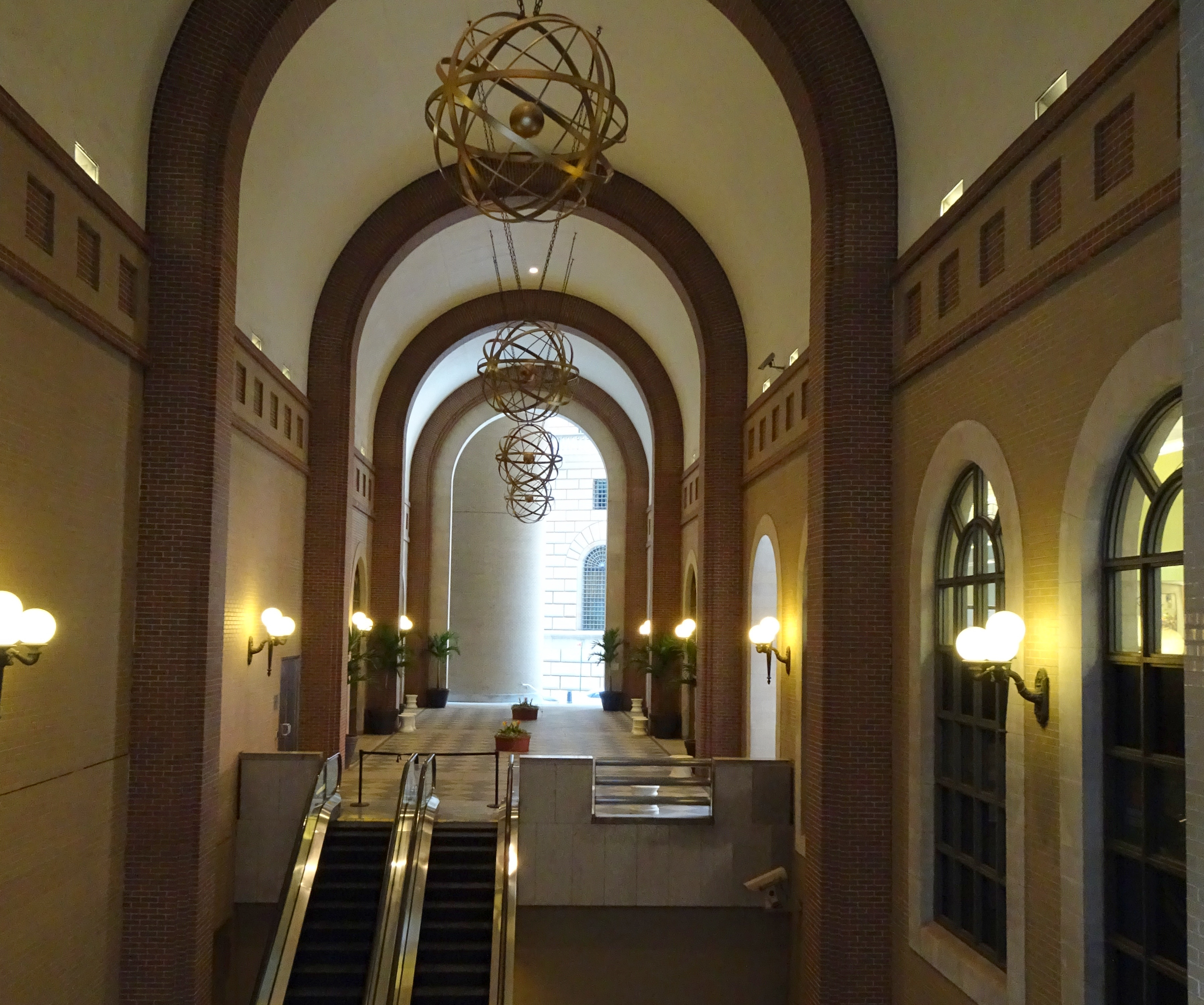
Zugang zur Station in der 33 Maiden Lane
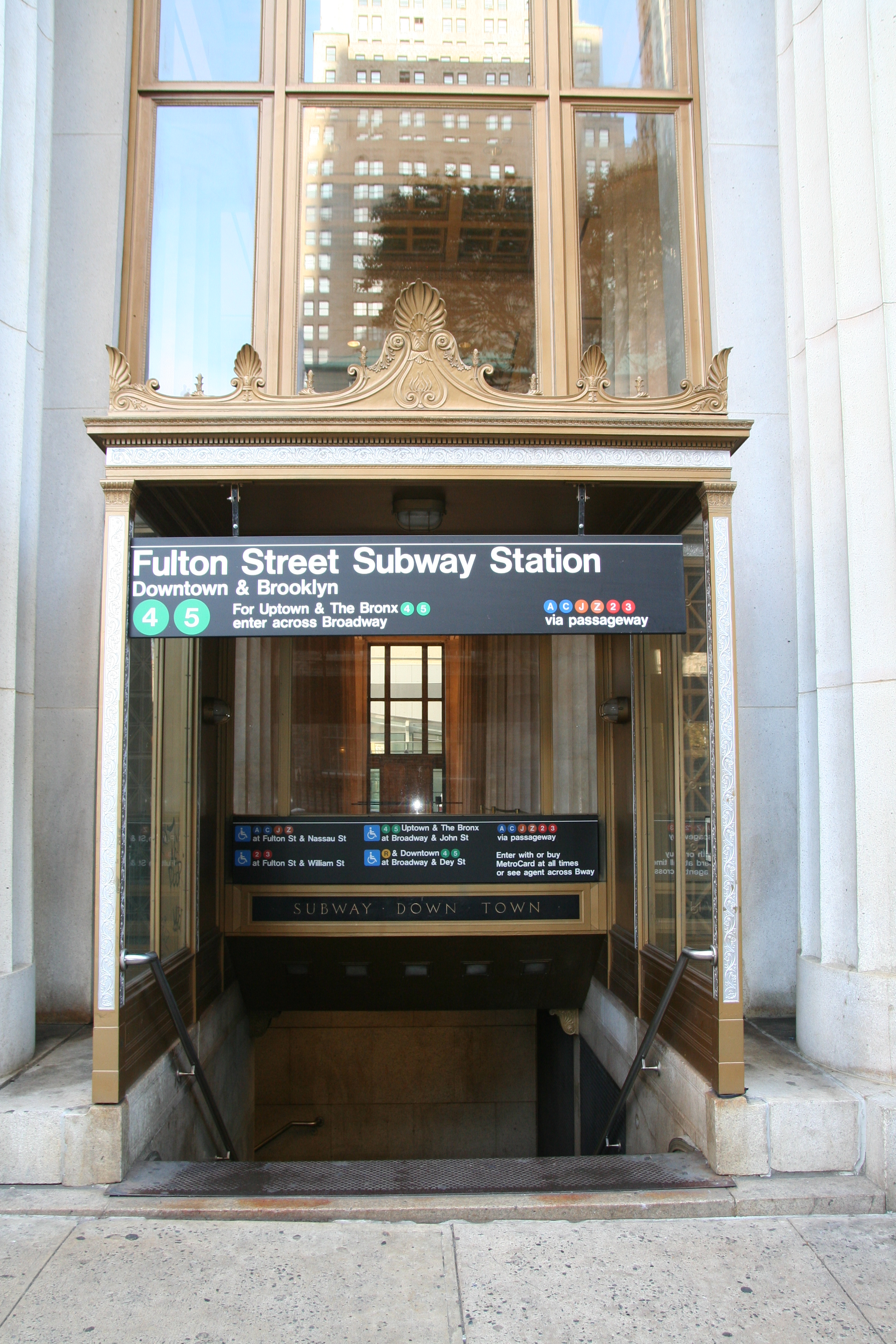
Zugangstreppe im historischen Gebäude 195 Broadway